# Rossana Podestà
Rossana Podestà, nome artístico de Carla Dora Podestà (Trípoli, 20 de junho de 1934 − Roma, 10 de dezembro de 2013), foi uma atriz de cinema italiana com carreira da década de 1950 até meados da década de 1980.

## Nascimento
Nasceu em Trípoli, então pertencente ao Império Colonial Italiano na Líbia Italiana, onde permaneceu até ao final da Segunda Guerra Mundial. Com a derrota da Itália e a perda de suas colônias, a família de Carla se mudou para Roma.

## Carreira
Notavelmente bela, logo foi descoberta pelo realizador Léonide Moguy, para o filme Domani é un altre giorno de 1951. Esse trabalho foi o começo de longa carreira de mais de sessenta filmes, tanto na Itália como no mercado internacional. Foi considerada a rainha do péplum, por ter atuado em papeis representando personagens como Helena de Troia e Nausícaa. Nos anos da década de 1970, já decadente, participou de vários filmes classificados como comédias eróticas, de pouca relevância. Também posa para a versão italiana da revista Playboy para a edição de março de 1978. Parou de filmar em 1985 e faleceu em 10 de dezembro de 2013, aos 79 anos, depois de operar um tumor no cérebro.

## Filmografia
1. Domani è un altro giorno, de Léonide Moguy (1951).
2. I sette nani alla riscossa, de Paolo William Tamburella (1951).
3. Polícia e Ladrão (Guardie e ladri), de Steno e Mario Monicelli (1952).
4. Strano appuntamento, de Desiderius Hamza (1952).
5. Gli angeli del quartiere, de Carlo Borghesio (1952).
6. Io, Amleto, de Giorgio Simonelli (1952).
7. Il moschettiere fantasma, de Max Calandri (1952).
8. Don Lorenzo, de Carlo Ludovico Bragaglia (1952).
9. La voce del silenzio, de Georg Wilhelm Pabst (1953).
10. La red, de Emilio Fernández (1953).
11. Nosotros dos, de Emilio Fernández (1953).
12. Fanciulle di lusso, de Bernard Vorhaus (1953).
13. Viva la rivista!, de Enzo Trapani (1953).
14. Addio figlio mio!, de Giuseppe Guarino (1953).
15. Le ragazze di San Frediano, de Valerio Zurlini (1954).
16. Playa prohibida, de Julián Soler.[6] (1955)
17. Ulises (Ulisse), de Mario Camerini (1954).
18. Canzoni di tutta Italia, de Domenico Paolella (1955).
19. Non scherzare con le donne, de Giuseppe Bennati (1955).
20. Helena de Troia (Elena di Troia / Helen of Troy), de Robert Wise (1956).
21. Santiago, de Gordon Douglas (1956).
22. L'isola dei pirati, de Robert Darène (1957).
23. La espada y la cruz (La spada e le croce), de Carlo Ludovico Bragaglia (1958).
24. Vento di passioni, de Richard Wilson (1958).
25. L'isola in capo al mondo, de Edmond Greville (1959).
26. Un vaso di whisky, de Julio Coll (1959).
27. La furia de los bárbaros (La furia dei barbari), de Guido Malatesta (1960).
28. A Escrava de Roma (La schiava di Roma), de Sergio Grieco (1961).
29. La grande vallata, de Angelo Dorigo (1961).
30. Sodoma y Gomorra (Sodoma e Gomorra / Sodom and Gomorrah), de Robert Aldrich (1962).
31. L'arciere delle mille e una notte, de Antonio Margheriti (1962).
32. La vergine di Norimberga, de Antonio Margheriti (1963).
33. La moneda rota (F.B.I. operazione Baalbek), de Hugo Fregonese.[7] y Marcello Giannini (1964)
34. Le ore nude, de Marco Vicario (1964).
35. Siete hombres de oro (Sette uomini d'oro), de Marco Vicario (1965).
36. El gran golpe de los siete hombres de oro (Il grande colpo dei sette uomini d'oro), de Marco Vicario (1966).
37. Il prete sposato, de Marco Vicario (1970).
38. Homo Eroticus, de Marco Vicario]] (1971).
39. L'uccello migratore, de Stefano Vanzina (1972).
40. Paolo il caldo, de Marco Vicario (1973).
41. Il gatto mammone, de Nando Cicero (1975).
42. Il letto in piazza, de Bruno Gaburro (1976).
43. Pane, burro e marmellata, de Giorgio Capitani (1977).
44. Siete chicas peligrosas (Sette ragazze di classe), de Pedro Lazaga (1979).
45. Tranquille donne di campagna, de  Claudio Giorgi (1980).
46. I seduttori della domenica, de Dino Risi (1980).
47. El desafio de Hércules (Ercole), de Lewis Coates (Luigi Cozzi) (1983).
48. Segreti segreti, de Giuseppe Bertolucci (1985).